# Димитрий Ласкарис Леондарис
Димитрий Ласкарис Леондарис (на средногръцки: Δημήτριος Λάσκαρις Λεοντάρης) е византийски аристократ, военачалник и администратор от края на XIV и началото на XV век, служил при императорите Мануил II Палеолог (упр. 1391–1425) и Йоан VIII Палеолог (упр. 1425–1448).

## Биография
Няма данни за ранния живот на Леондарис с изключение на сведението от историка Дука, че Леондарис се е отличил като военачалник в Морея и Тесалия в 90-те години на XIV век. Леондарис се появява в източниците в 1403 година, когато като близък приятел и довереник на император Мануил ΙΙ, придружава Йоан VII Палеолог до Солун, втория град във Византийската империя, даден на Йоан VII като полунезависимо владение от Мануил ΙΙ. Леондарис остава в града и служи като съветник на Йоан VII и връзка с Мануил ΙΙ до смъртта на Йоан VII в 1408 година. Тогава Мануил II го назначава за учител и наставник на младия си син деспот Андроник Палеолог, който наследява Йоан VII като управител на Солун.
Леондарис остава в Солун като практически управител до 1415/1416 година, когато османският принц Мустафа Челеби и Джунейд бей Измироглу бягат в града след неуспешен опит да откъснат османските европейски владения от султан Мехмед I (упр. 1413 – 1421). Мехмед иска тяхното предаване, но Леондарис препраща искането му към Мануил II в Константинопол. В крайна сметка е постигната сделка, според която Мустафа ще бъде задържан в изгнание на византийския остров Лемнос, а Джунейд - в Константинопол срещу годишна субсидия от 300 000 аспри. Леондарис лично ескортира Мустафа на кораба до Константинопол.
В края на 1420 година - началото на 1421 година и отново в май 1421 година Леондарис е изпратен от Мануил II при Мехмед I за умилостивяване, тъй като сведенията за засилване на подготовката на османски щурм на Константинопол се увеличават. Първата среща е по време на пресичането на Босфора от Мехмед. Леондарис, начело на група византийски аристократи и служители, посреща с подаръци Мехмед при константинополското предградие Кутулос, вероятно съвременното Куртулуш и го придружава до Диплокионион, където в своята галери ги чакат императорът и синовете му. Втората среща е посолство в султанската резиденция Одрин в май 1421 година, може би свързано с предполагамата промяна на завещанието на Мехмед, което да направи Мануил настойник на двамата му синове. Леондарис е сърдечно приет, но преговорите се провалят поради смъртта на Мехмед на 21 май. За да се предотврати нова война за наследството, смъртта му е крита известно време, а Леондарис на практика е под домашен арест. С трудности той успява да получи новини за смъртта на султана и ги изпраща в Константинопол.
След смъртта на Мехмед във византийския двор започва да доминира войнствената партия, оглавявана от сина на Мануил II и съимператор Йоан VIII, който получава от баща си ефективен контрол върху държавата. Леондарис пуска Мустафа и Джунейд и на османския принц е обещана имперска подкрепа срещу Мурад II, ако той предаде стратегически важната крепост Галиполи. С византийска подкрепа Мустафа обсажда и превзема Галиполи и успява бързо да установи контрол върху османските европейски владения. Но когато Леондарис пристига да получи контрол върху Галиполи, той му е отказан. В крайна сметка Мустафа е разбит от Мурад през пролетта на 1422 година, изоставен от привържениците си, заловен и екзекутиран.
Леондарис се появява отново в 1427 година, когато командва византийския флот в последната му победа над силите на епирския деспот Карло I Токо (упр. 1411 – 1429) в битката при Ехинадските острови.
По-късно Леондарис се оттегля в манастир под монашеското име Даниил и умира вероятно на 6 септември 1431 година. Погребан е в манастира Петра в Константинопол. Марк Евгеник и Генадий Схоларий пишат погребални слова в негова чест.

## Семейство
Сведенията за семейството на Леондарис са малко - той е имал братя и е бил женен с един син Йоан Ласкарис Леондарис.